# Boru (cratera)
Boru é uma cratera marciana. Tem como característica 10.9 quilômetros de diâmetro. Deve o seu nome a Boru, uma localidade da Rússia.